# Bréau-Mars
Bréau-Mars is een gemeente in het Franse departement Gard (regio Occitanie). De plaats maakt deel uit van het arrondissement Le Vigan. Bréau-Mars is op 1 januari 2019 ontstaan door de fusie van de gemeenten Bréau-et-Salagosse en Mars. De gemeente telde 679 inwoners op 1 januari 2022.

## Geografie
De oppervlakte van Bréau-Mars bedroeg op 1 januari 2022 28,49 vierkante kilometer; de bevolkingsdichtheid was toen 23,8 inwoners per km².

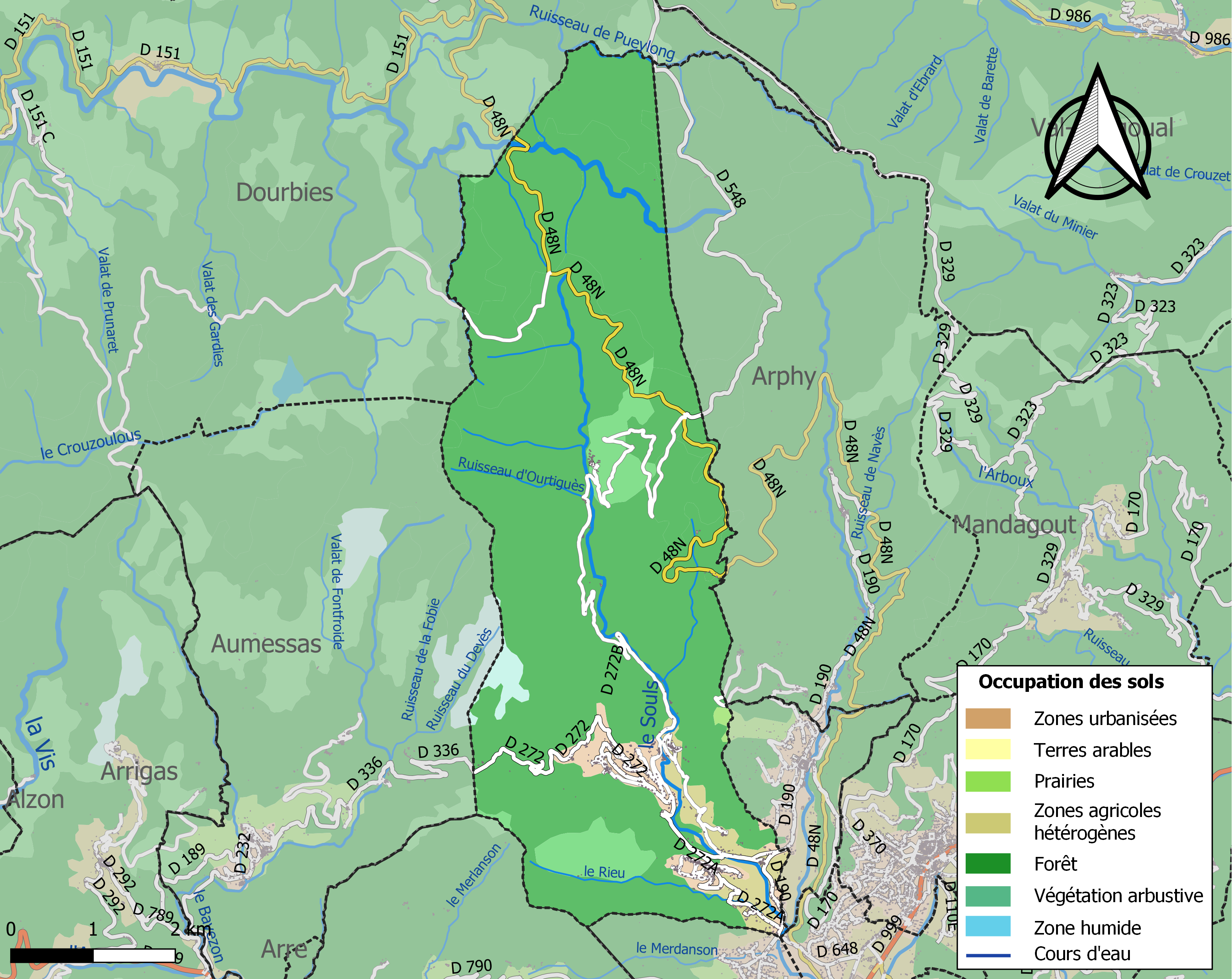
Kaart van de gemeente met belangrijkste infrastructuur, bodemgebruik en omliggende gemeenten

## Demografie
Onderstaande figuur toont het verloop van het inwonertal (bron: INSEE-tellingen).